# Damien Duff
Damien Anthony Duff (Ballyboden, 2 marzo 1979) è un allenatore di calcio ed ex calciatore irlandese, di ruolo centrocampista, tecnico dello Shelbourne.

## Caratteristiche tecniche
(Brian Kerr)
Veniva schierato come centrocampista esterno, solitamente di fascia sinistra, ma all'occorrenza poteva essere impiegato anche a destra.
Dotato di grande tecnica, era considerato uno dei migliori calciatori irlandesi della sua generazione.
Abile assist-man, era in possesso di una notevole abilità nei cross ed è stato talvolta protagonista di gol spettacolari. Si è rivelato capace di scardinare le difese avversarie anche grazie alla capacità di dribbling.

## Carriera

### Club

#### Blackburn Rovers
Nato nella contea di Dublino, si unì al Blackburn nel 1996 per un periodo di prova.
Fece il suo debutto con il Blackburn all'età di 18 anni contro il Leicester City, ultima giornata della stagione 1996/1997.
Nella sua prima stagione intera (1997/1998), segnò 8 gol e le sue prestazioni entusiasmanti lo preannunciarono come star del futuro.
La stagione seguente (1998/1999) il Blackburn fu retrocesso in First Division ma Duff rimase fedele al club e non chiese il trasferimento, nonostante fosse evidente l'interesse di vari club importanti.
Duff diede un contributo determinante alla promozione del Blackburn in Premiership del 2000/2001 e alla vittoria della Coppa di Lega la stagione successiva.
Dopo le sue prestazioni eccellenti ai Mondiali FIFA 2002, fu ben presto identificato da tutti come un giocatore in rapida ascesa perciò si diffusero voci su un suo trasferimento ad un altro club.
Nell'estate 2002 però, Duff firmò un rinnovo contrattuale di 4 anni con il Blackburn confermando la sua voglia di rimanere.
Nonostante problemi fisici, la stagione 2002-2003 fu per Duff proficua, e confermandosi giocatore di grande qualità, terminò la stagione con il titolo di cannoniere del Blackburn con 11 reti.
Queste continue prestazioni ottime non poterono non attirare l'interesse di vari club di alto livello.
Si fece avanti Abrahmovic con un'offerta da 17 milioni di sterline offrendo al calciatore la possibilità di giocare in una squadra che stava tornando ai vertici del calcio inglese.
Duff si prese molti giorni per decidere se abbandonare il suo stile di vita a Ribble Valley ed alla fine accettò il trasferimento per giocare in un calcio di livello superiore.

#### Chelsea
Il 21 luglio 2003 Duff si trasferì al Chelsea. La prima stagione di Duff al Chelsea fu condizionata da vari infortuni ma fu positiva. Terminò infatti la stagione con buone prestazioni condite da 5 gol.
Il debutto con la maglia dei Blues risale al 13 agosto 2003 nei preliminari di Champions League contro l'MŠK Žilina. Il debutto fu brillante poiché dai piedi di Duff partì l'assist per l'1 a 0 siglato da Eiður Guðjohnsen. Il debutto in Premier League risale invece al 17 agosto 2003 contro il Liverpool.
Il battesimo del gol non tardò ad arrivare: fu il 20 settembre 2003 contro il Wolverhampton Wanderers.
Siglò un gol di pregevole fattura il 4 ottobre 2003, in Champions League, in un 4-0 rifilato alla Lazio allo Olimpico. In questa occasione, dopo aver ricevuto palla sulla sinistra, dribblò 4 difensori prima di insaccare in rete col piede destro.
La stagione si concluse senza trofei.
Nella stagione 2004-2005, con l'arrivo di José Mourinho e con l'arrivo dell'ala olandese Arjen Robben il posto in squadra di Duff non era più sicuro.
Nonostante un infortunio a Robben, Mourinho non lo schierò titolare per la prima parte della stagione, ma poco dopo tornò tra gli undici.
Il 29 settembre 2004, in Champions League contro il Porto, ex squadra di Mourinho, Duff fornì l'assist per l'1 a 0 di Gudjohnsen.
Nella seconda parte della stagione, quando tornò disponibile Robben, quest'ultimo giocò sulla corsia sinistra, e Duff passò in quella destra.
La stagione fu positiva sia per il Chelsea, che vinse la Premier League e la Coppa di Lega (in cui Duff segnò una rete al Manchester United in semifinale che consentì al Chelsea di passare il turno), sia per Duff che terminò la stagione con 10 reti all'attivo (6 in campionato) e con molta più fiducia in sé stesso.
Segnò un gol particolarmente importante in Champions League in un 4-2 contro il Barcellona. Questa fu senza dubbio una delle stagioni migliori della sua carriera e si concluse con 48 presenze e 10 gol.
Duff si è rivelato così un giocatore determinante nella stagione 2004/2005 ma non riuscì a confermarsi nella stagione successiva (2005-2006) anche per via della forma di Joe Cole ed il maggior utilizzo di Wright Phillips. Questa stagione si concluse comunque, per Duff, con 3 reti in campionato (contro Tottenham Hotspur, Liverpool, Newcastle United) e la vittoria di Premier League e Community Shield contro l'Arsenal, partita in cui Duff giocò da titolare. L'imminente addio di Duff al Chelsea fu probabilmente causato dall'eccessiva concorrenza che non gli garantiva un posto fisso da titolare.
Prima dell'addio di Duff ai Blues, il mister Mourinho, pur dichiarando che Duff non era incedibile, espresse parole di stima nei suoi confronti.
(José Mourinho)

#### Newcastle

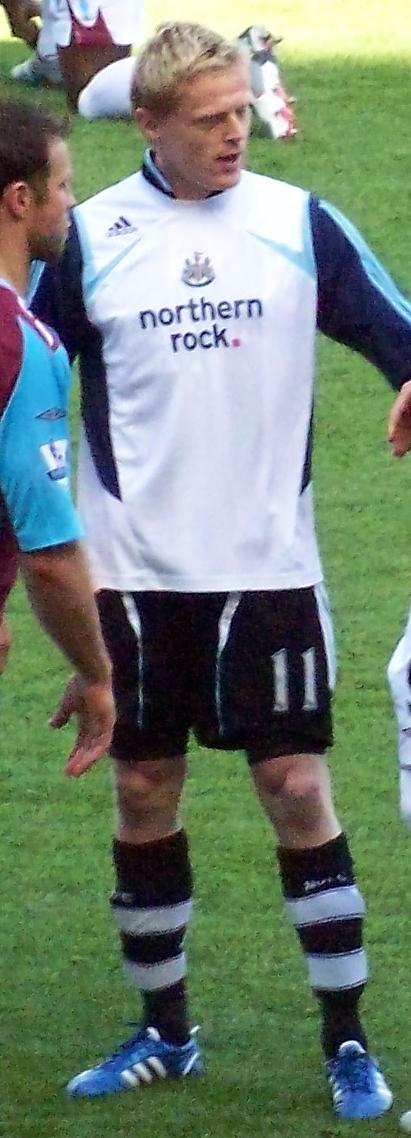
Damien Duff in allenamento col Newcastle

Il 23 luglio 2006 Duff si trasferì al Newcastle United per 5 milioni di sterline e firmò un contratto quinquennale. Prima della firma con i Magpies, sono da segnalare i seri interessamenti di Liverpool e Tottenham Hotspur. La sua prima partita con la maglia del Newcastle fu un'amichevole del 29 luglio 2006 contro il PSV.
Duff fece il suo debutto ufficiale con i Magpies il 10 agosto 2006 in Coppa UEFA, contro il Ventspils mentre il debutto in FA Premier League risale al 19 agosto 2006 (vittoria per 2 a 1 sul Wigan Athletic).
Duff segnò il suo primo gol con la maglia del Newcastle il 17 settembre, siglando il primo gol di un 2-0 sul West Ham United all'Upton Park.
In questa stagione vinse la Coppa Intertoto.
Nel mese di novembre 2006 si infortunò al ginocchio e rimase lontano dai campi di gioco per 4 mesi durante i quali il Newcastle subì una brutta serie di sconfitte.
Quando tornò si infortunò nuovamente poco dopo, alla caviglia, il 14 aprile 2007 in una sconfitta per 2 a 1 contro il Portsmouth FC.
Quest'infortunio avrebbe potuto far terminare prematuramente la sua carriera infatti Sam Allardyce lo commentò con una "carriera a rischio".
Duff tornò invece in piena forma in dicembre e il 16 gennaio 2008 in FA Cup, nel primo match disputato dopo la riconferma di Kevin Keegan, segnò il quarto gol della vittoria per 4-1 sullo Stoke City.
Nel ritiro prima della stagione 2008/2009, Duff apparve in forma smagliante e segnò una tripletta in amichevole contro l'Hartlepool United ed un gol sempre in amichevole, contro il Valencia.
Nonostante il felice inizio, varie voci parlarono di una probabile partenza di Duff verso un altro club, Sunderland o Blackburn.
Dopo l'arrivo del nuovo allenatore Joe Kinnear, Duff tornò a rendere ad alti livelli.
Segnò un gol nel 2-2 contro l'Everton al Goodison Park il 5 ottobre 2008 e il gol decisivo per la vittoria del Newcastle per 2-1 sul Tottenham Hotspur il 21 dicembre 2008.
Duff rilasciò dichiarazioni in cui elogiava l'allenatore Joe Kinnear dicendo che sperava che rimanesse. Kinnear però dovette rinunciare all'incarico nell'aprile 2009 per problemi di salute e venne sostituito da Alan Shearer che lodò Duff per la sua versatilità.
(Alan Shearer riferendosi a Duff schierato nel ruolo di terzino.)
Nell'ultima giornata della stagione 2008/2009, nella sfida contro l'Aston Villa decisiva per la salvezza, Duff fu autore dell'autogol che condannò il Newcastle alla retrocessione deviando un tiro di Gareth Barry. Questa è la seconda volta che Duff retrocede, e, come fece quand'era al Blackburn, si è detto dispiaciuto e ha dichiarato di voler restare al Newcastle, dichiarazione in seguito smentita dal trasferimento al Fulham. Al gennaio 2009, Duff risulta novantaduesimo nella Football Rich List del periodico britannico FourFourTwo. L'8 agosto 2009, nel debutto in Championship, Duff ha segnato il gol del pareggio nell'1 a 1 contro il West Bromwich Albion, sua ultima rete con questa maglia.
Nella sua esperienza con la maglia del Newcastle, Duff ha totalizzato 86 presenze (di cui 69 in campionato) e 6 reti (di cui 5 in campionato).

#### Fulham
Il 14 agosto 2009, Roy Hodgson, allenatore del Fulham, ha ammesso l'esistenza di una trattativa in fase avanzata con il Newcastle per l'acquisto di Duff. Hodgson ha così commentato l'imminente ingaggio dell'irlandese: "Duff è un giocatore esperto e di qualità". Il suo trasferimento al club londinese è stato ufficializzato il 18 agosto per una cifra di 4 milioni di sterline, e il calciatore irlandese ha firmato un contratto triennale.
Ha debuttato con la nuova maglia in data 20 agosto 2009, al Craven Cottage, in Europa League contro l'Amkar Perm. Entrato al 73º minuto, due minuti dopo ha fornito il cross per il momentaneo 3 a 0 siglato da Zamora.
Il debutto in Premier League risale al 23 agosto 2009, sconfitta per mano del Chelsea (0-2). Il primo gol è datato 13 settembre 2009: un tiro di sinistro da fuori area che è valso la vittoria per 2-1 sull'Everton. Il 19 dicembre 2009 Duff ha segnato il suo cinquantesimo gol di campionato, 43º in Premier, sigillando il 3-0 inflitto al Manchester United. Nella sua nuova esperienza londinese Duff vive di un periodo di forma che lo porta a segnare 6 gol nelle prime 25 partite stagionali, mantenendo uno standard di rendimento elevato.
In àmbito europeo, ha giocato entrambe le partite degli ottavi di finale contro la Juventus che ha qualificato i Cottagers ai quarti di finale; nella partita di ritorno, vinta 4 a 1 al Craven Cottage, Duff ha conquistato il rigore poi trasformato da Gera per il momentaneo 3-1. Il 1º aprile ha festeggiato la sua 50ª presenza in competizioni UEFA per club segnando il gol vittoria contro i campioni di Germania del Wolfsburg, nell'andata dei quarti di finale di Europa League (2-1). Ha giocato anche la gara di ritorno in casa dei tedeschi, vinta 1-0 dai Cottagers, che permette a questi ultimi di raggiungere la prima semifinale della loro storia in competizioni europee. Ha giocato da titolare anche entrambe le semifinali contro l'Amburgo; il Fulham si è qualificato alla finale grazie al 2-1 maturato nel ritorno al Craven Cottage. Il 12 maggio ha disputato da titolare la finale di Europa League, persa contro gli spagnoli dell'Atlético Madrid (2-1). Ha totalizzato 13 presenze (1 rete) nella competizione.

#### Melbourne City
Il 10 giugno 2014 firma un annuale con gli australiani del Melbourne City.

#### Shamrock Rovers
Il 15 luglio 2015 firma un contratto di diciotto mesi con lo Shamrock Rovers, ma il 21 dicembre seguente si ritira dal calcio giocato.

### Nazionale
(Giovanni Trapattoni)

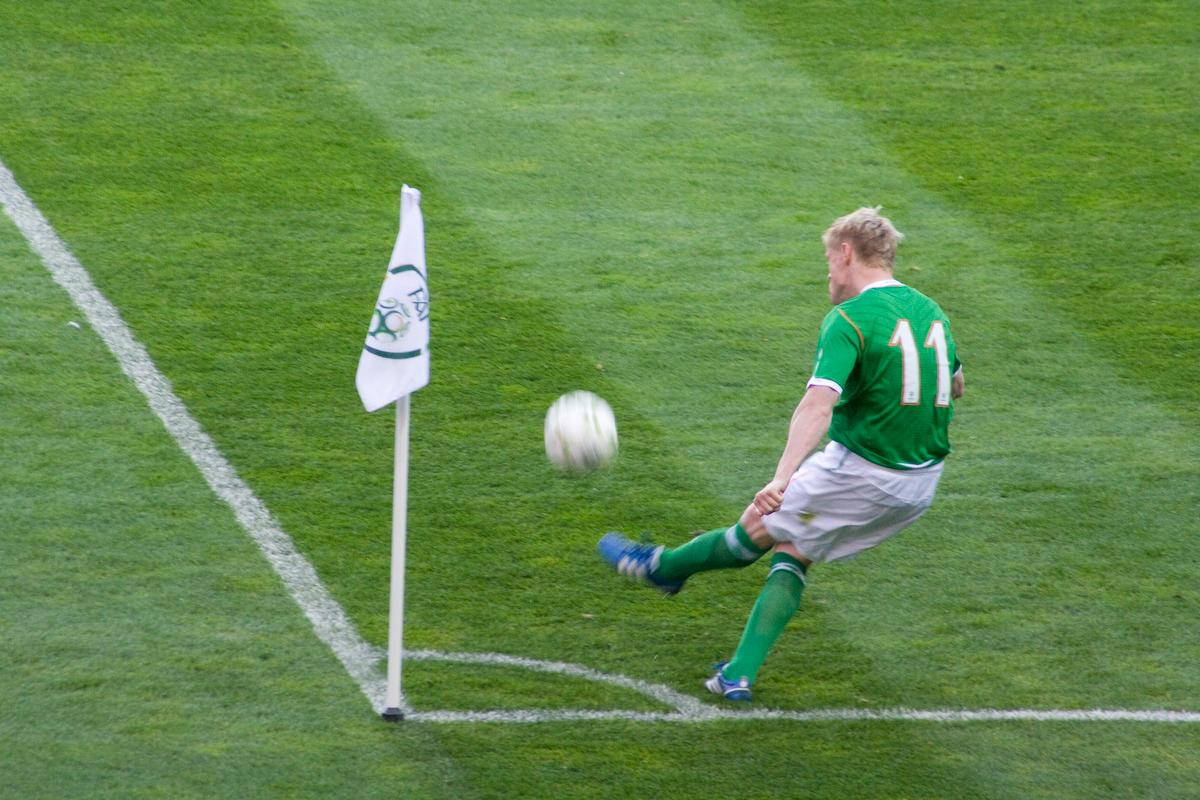
Duff batte un corner per l'Irlanda nel 2008

Duff ha partecipato al Campionato mondiale di calcio Under-20 nel 1997, sotto la guida di Brian Kerr. In questa competizione segnò il gol vittoria nella finale per il terzo posto contro il Ghana; L'Irlanda si piazzò quindi terza. Ha partecipato al mondiale Under-20 anche nel 1999, in Nigeria, competizione in cui Duff segnò due reti. L'Irlanda guidata da Kerr uscì ai sedicesimi proprio contro i padroni di casa, dopo i calci di rigore.
Duff debuttò con la Nazionale maggiore irlandese il 25 marzo 1998 in una partita contro la Repubblica Ceca e segnò il suo primo gol internazionale il 15 agosto 2001 contro la Croazia con un tiro di sinistro su assist di Roy Keane.
Nelle qualificazioni al campionato d'Europa 2000, a cui l'Irlanda non si qualificò, Duff partì spesso dalla panchina poiché gli venivano preferiti Rory Delap o Mark Kennedy. Ha saltato gran parte delle qualificazioni al campionato del mondo 2002 per via di un infortunio.
Approdato in questa competizione nei panni di positiva giovane rivelazione Duff ha giocato tutte e 4 le partite irlandesi e ha segnato un gol contro l'Arabia Saudita: all'interno dell'area di rigore, in posizione defilata, con un potente tiro di sinistro. In questa competizione si rese protagonista di ottime prestazioni perché oltre al gol si distinse come assist-man. Vari complimenti gli vennero indirizzati e venne da più parti indicato come miglior calciatore irlandese della competizione.
L'Irlanda non è poi riuscita a qualificarsi per il campionato d'Europa 2004 anche se Duff segnò due gol nelle qualificazioni contro Georgia e Russia). L'esonerato Brian Kerr venne sostituito da Steve Staunton. Nella prima partita di Staunton da CT, contro la Svezia al Lansdowne Road, Duff segnò il gol dell'1 a 0. L'Irlanda fallì la qualificazione anche al campionato del mondo 2006, precludendo a Duff l'opportunità di confermarsi su alti livelli in ambito internazionale. L'irlandese è comunque risultato quasi sempre presente nelle partite di qualificazione.
Stimato dal CT Giovanni Trapattoni, Duff è stato costretto a saltare varie partite di qualificazione al campionato del mondo 2010 per infortuni. Ha collezionato cinque partite su dieci: contro Cipro (15 ottobre 2008, suo l'assist per il gol di Keane), Georgia (11 febbraio 2009), Bulgaria (6 giugno 2009) e Cipro (5 settembre 2009), partita in cui ha contribuito fornendo l'assist decisivo a Robbie Keane. Ha saltato entrambe le partite contro l'Italia ma ha giocato l'ultima contro Montenegro (14 ottobre 2009). Ha giocato entrambe le partite di play-off contro la Francia valide per la qualificazione al mondiale 2010. Nella gara di ritorno ha fornito l'assist per il gol di Keane che non è però bastato a qualificare l'Irlanda, a causa del gol irregolare della Francia.
In occasione della partita Italia-Irlanda, valida per la fase finale a gruppi di Euro 2012, ha collezionato la presenza numero 100 con la Nazionale maggiore. Il 24 agosto 2012 ha comunicato ufficialmente il suo addio, dichiarando di volersi dedicare alla squadra di club.
È attualmente sesto nella classifica dei giocatori con il maggior numero di presenze nella Nazionale.

## Statistiche

### Presenze e reti nei club
Statistiche aggiornate al 1º febbraio 2015.
| Stagione         | Squadra          | Campionato       | Campionato | Campionato | Coppa nazionale | Coppa nazionale | Coppa nazionale | Coppe europee | Coppe europee | Coppe europee | Altre coppe | Altre coppe | Altre coppe | Totale | Totale |
| Stagione         | Squadra          | Comp             | Pres       | Reti       | Comp            | Pres            | Reti            | Comp          | Pres          | Reti          | Comp        | Pres        | Reti        | Pres   | Reti   |
| ---------------- | ---------------- | ---------------- | ---------- | ---------- | --------------- | --------------- | --------------- | ------------- | ------------- | ------------- | ----------- | ----------- | ----------- | ------ | ------ |
| 1996-1997        | Blackburn        | PL               | 1          | 0          | FACup+CdL       | 0               | 0               | -             | -             | -             | -           | -           | -           | 1      | 0      |
| 1997-1998        | Blackburn        | PL               | 26         | 4          | FACup+CdL       | 4+3             | 1+0             | -             | -             | -             | -           | -           | -           | 33     | 5      |
| 1998-1999        | Blackburn        | PL               | 28         | 1          | FACup+CdL       | 4+3             | 0               | CU            | 1             | 0             | -           | -           | -           | 36     | 1      |
| 1999-2000        | Blackburn        | FD               | 39         | 5          | FACup+CdL       | 3+2             | 1+1             | -             | -             | -             | -           | -           | -           | 44     | 7      |
| 2000-2001        | Blackburn        | FD               | 32         | 1          | FACup+CdL       | 5+2             | 0+2             | -             | -             | -             | -           | -           | -           | 39     | 3      |
| 2001-2002        | Blackburn        | PL               | 32         | 7          | FACup+CdL       | 2+5             | 0+1             | -             | -             | -             | -           | -           | -           | 39     | 8      |
| 2002-2003        | Blackburn        | PL               | 26         | 9          | FACup+CdL       | 0+2             | 1               | CU            | 3             | 1             | -           | -           | -           | 31     | 11     |
| Totale Blackburn | Totale Blackburn | Totale Blackburn | 184        | 27         |                 | 35              | 7               |               | 4             | 1             |             | -           | -           | 223    | 35     |
| 2003-2004        | Chelsea          | PL               | 23         | 5          | FACup+CdL       | 1+2             | 0               | UCL           | 11            | 1             | -           | -           | -           | 37     | 6      |
| 2004-2005        | Chelsea          | PL               | 30         | 6          | FACup+CdL       | 2+6             | 0+2             | UCL           | 10            | 2             | -           | -           | -           | 48     | 10     |
| 2005-2006        | Chelsea          | PL               | 28         | 3          | FACup+CdL       | 5+0             | 0               | UCL           | 6             | 0             | CS          | 1           | 0           | 40     | 3      |
| Totale Chelsea   | Totale Chelsea   | Totale Chelsea   | 81         | 14         |                 | 16              | 2               |               | 27            | 3             |             | 1           | 0           | 125    | 19     |
| 2006-2007        | Newcastle        | PL               | 22         | 1          | FACup+CdL       | 0+2             | 0               | CU            | 9             | 0             | -           | -           | -           | 33     | 1      |
| 2007-2008        | Newcastle        | PL               | 16         | 0          | FACup+CdL       | 3+0             | 1               | -             | -             | -             | -           | -           | -           | 19     | 1      |
| 2008-2009        | Newcastle        | PL               | 30         | 3          | FACup+CdL       | 2+1             | 0               | -             | -             | -             | -           | -           | -           | 33     | 3      |
| ago. 2009        | Newcastle        | FLC              | 1          | 1          | FACup+CdL       | -               | -               | -             | -             | -             | -           | -           | -           | 1      | 1      |
| Totale Newcastle | Totale Newcastle | Totale Newcastle | 69         | 5          |                 | 8               | 1               |               | 9             | 0             |             | -           | -           | 86     | 6      |
| ago. 2009-2010   | Fulham           | PL               | 32         | 6          | FACup+CdL       | 4+0             | 2               | UEL           | 14            | 1             | -           | -           | -           | 50     | 9      |
| 2010-2011        | Fulham           | PL               | 24         | 4          | FACup+CdL       | 2+1             | 0               | -             | -             | -             | -           | -           | -           | 27     | 4      |
| 2011-2012        | Fulham           | PL               | 28         | 2          | FACup+CdL       | 2+0             | 1               | UEL           | 14            | 3             | -           | -           | -           | 44     | 6      |
| 2012-2013        | Fulham           | PL               | 30         | 3          | FACup+CdL       | 2+1             | 0               | -             | -             | -             | -           | -           | -           | 33     | 3      |
| 2013-2014        | Fulham           | PL               | 15         | 0          | FACup+CdL       | 2+1             | 0               | -             | -             | -             | -           | -           | -           | 18     | 0      |
| Totale Fulham    | Totale Fulham    | Totale Fulham    | 129        | 15         |                 | 15              | 3               |               | 28            | 4             |             | -           | -           | 172    | 22     |
| 2014-2015        | Melbourne City   | AL               | 13         | 1          | -               | -               | -               | -             | -             | -             | -           | -           | -           | 13     | 1      |
| lug.-dic. 2015   | Shamrock Rovers  | PD               | 9          | 0          | CI              | 0               | 0               | -             | -             | -             | -           | -           | -           | 9      | 0      |
| Totale carriera  | Totale carriera  | Totale carriera  | 485        | 62         |                 | 74              | 13              |               | 68            | 8             |             | 1           | 0           | 628    | 83     |

### Cronologia presenze e reti in nazionale
| Cronologia completa delle presenze e delle reti in nazionale ― Irlanda | Cronologia completa delle presenze e delle reti in nazionale ― Irlanda | Cronologia completa delle presenze e delle reti in nazionale ― Irlanda | Cronologia completa delle presenze e delle reti in nazionale ― Irlanda | Cronologia completa delle presenze e delle reti in nazionale ― Irlanda | Cronologia completa delle presenze e delle reti in nazionale ― Irlanda | Cronologia completa delle presenze e delle reti in nazionale ― Irlanda | Cronologia completa delle presenze e delle reti in nazionale ― Irlanda |
| Data                                                                   | Città                                                                  | In casa                                                                | Risultato                                                              | Ospiti                                                                 | Competizione                                                           | Reti                                                                   | Note                                                                   |
| ---------------------------------------------------------------------- | ---------------------------------------------------------------------- | ---------------------------------------------------------------------- | ---------------------------------------------------------------------- | ---------------------------------------------------------------------- | ---------------------------------------------------------------------- | ---------------------------------------------------------------------- | ---------------------------------------------------------------------- |
| 25-3-1998                                                              | Olomouc                                                                | Rep. Ceca                                                              | 2 – 1                                                                  | Irlanda                                                                | Amichevole                                                             | -                                                                      |                                                                        |
| 23-5-1998                                                              | Dublino                                                                | Irlanda                                                                | 0 – 0                                                                  | Messico                                                                | Amichevole                                                             | -                                                                      |                                                                        |
| 5-9-1998                                                               | Dublino                                                                | Irlanda                                                                | 2 – 0                                                                  | Croazia                                                                | Qual. Euro 2000                                                        | -                                                                      |                                                                        |
| 14-10-1998                                                             | Dublino                                                                | Irlanda                                                                | 5 – 0                                                                  | Malta                                                                  | Qual. Euro 2000                                                        | -                                                                      |                                                                        |
| 18-11-1998                                                             | Belgrado                                                               | Jugoslavia                                                             | 1 – 0                                                                  | Irlanda                                                                | Qual. Euro 2000                                                        | -                                                                      |                                                                        |
| 10-2-1999                                                              | Dublino                                                                | Irlanda                                                                | 2 – 0                                                                  | Paraguay                                                               | Amichevole                                                             | -                                                                      |                                                                        |
| 28-4-1999                                                              | Dublino                                                                | Irlanda                                                                | 2 – 0                                                                  | Svezia                                                                 | Amichevole                                                             | -                                                                      |                                                                        |
| 29-5-1999                                                              | Dublino                                                                | Irlanda                                                                | 0 – 1                                                                  | Irlanda del Nord                                                       | Amichevole                                                             | -                                                                      |                                                                        |
| 9-6-1999                                                               | Dublino                                                                | Irlanda                                                                | 1 – 0                                                                  | Macedonia                                                              | Qual. Euro 2000                                                        | -                                                                      |                                                                        |
| 4-9-1999                                                               | Zagabria                                                               | Croazia                                                                | 1 – 0                                                                  | Irlanda                                                                | Qual. Euro 2000                                                        | -                                                                      |                                                                        |
| 8-9-1999                                                               | Ta' Qali                                                               | Malta                                                                  | 2 – 3                                                                  | Irlanda                                                                | Qual. Euro 2000                                                        | -                                                                      |                                                                        |
| 13-11-1999                                                             | Dublino                                                                | Irlanda                                                                | 1 – 1                                                                  | Turchia                                                                | Qual. Euro 2000                                                        | -                                                                      |                                                                        |
| 17-11-1999                                                             | Bursa                                                                  | Turchia                                                                | 0 – 0                                                                  | Irlanda                                                                | Qual. Euro 2000                                                        | -                                                                      |                                                                        |
| 30-5-2000                                                              | Dublino                                                                | Irlanda                                                                | 1 – 2                                                                  | Scozia                                                                 | Amichevole                                                             | -                                                                      |                                                                        |
| 7-10-2000                                                              | Lisbona                                                                | Portogallo                                                             | 1 – 1                                                                  | Irlanda                                                                | Qual. Mondiali 2002                                                    | -                                                                      |                                                                        |
| 11-10-2000                                                             | Dublino                                                                | Irlanda                                                                | 2 – 0                                                                  | Estonia                                                                | Qual. Mondiali 2002                                                    | -                                                                      |                                                                        |
| 24-3-2001                                                              | Nicosia                                                                | Cipro                                                                  | 0 – 4                                                                  | Irlanda                                                                | Qual. Mondiali 2002                                                    | -                                                                      |                                                                        |
| 28-3-2001                                                              | Barcellona                                                             | Andorra                                                                | 0 – 3                                                                  | Irlanda                                                                | Qual. Mondiali 2002                                                    | -                                                                      |                                                                        |
| 2-6-2001                                                               | Dublino                                                                | Irlanda                                                                | 1 – 1                                                                  | Portogallo                                                             | Qual. Mondiali 2002                                                    | -                                                                      |                                                                        |
| 6-6-2001                                                               | Tallinn                                                                | Estonia                                                                | 0 – 2                                                                  | Irlanda                                                                | Qual. Mondiali 2002                                                    | -                                                                      |                                                                        |
| 15-8-2001                                                              | Dublino                                                                | Irlanda                                                                | 2 – 2                                                                  | Croazia                                                                | Amichevole                                                             | 1                                                                      |                                                                        |
| 1-9-2001                                                               | Dublino                                                                | Irlanda                                                                | 1 – 0                                                                  | Paesi Bassi                                                            | Qual. Mondiali 2002                                                    | -                                                                      |                                                                        |
| 13-2-2002                                                              | Dublino                                                                | Irlanda                                                                | 2 – 0                                                                  | Russia                                                                 | Amichevole                                                             | -                                                                      |                                                                        |
| 27-3-2002                                                              | Dublino                                                                | Irlanda                                                                | 3 – 0                                                                  | Danimarca                                                              | Amichevole                                                             | -                                                                      |                                                                        |
| 17-4-2002                                                              | Dublino                                                                | Irlanda                                                                | 2 – 1                                                                  | Stati Uniti                                                            | Amichevole                                                             | -                                                                      |                                                                        |
| 16-5-2002                                                              | Dublino                                                                | Irlanda                                                                | 1 – 2                                                                  | Nigeria                                                                | Amichevole                                                             | -                                                                      |                                                                        |
| 1-6-2002                                                               | Niigata                                                                | Camerun                                                                | 1 – 1                                                                  | Irlanda                                                                | Mondiali 2002 - 1º turno                                               | -                                                                      |                                                                        |
| 5-6-2002                                                               | Kashima                                                                | Irlanda                                                                | 1 – 1                                                                  | Germania                                                               | Mondiali 2002 - 1º turno                                               | -                                                                      |                                                                        |
| 11-6-2002                                                              | Yokohama                                                               | Irlanda                                                                | 3 – 0                                                                  | Arabia Saudita                                                         | Mondiali 2002 - 1º turno                                               | 1                                                                      |                                                                        |
| 16-6-2002                                                              | Suwon                                                                  | Spagna                                                                 | 1 – 1 dts (3 – 2 dtr)                                                  | Irlanda                                                                | Mondiali 2002 - Ottavi di finale                                       | -                                                                      |                                                                        |
| 21-8-2002                                                              | Helsinki                                                               | Finlandia                                                              | 0 – 3                                                                  | Irlanda                                                                | Amichevole                                                             | -                                                                      |                                                                        |
| 7-9-2002                                                               | Mosca                                                                  | Russia                                                                 | 4 – 2                                                                  | Irlanda                                                                | Qual. Euro 2004                                                        | -                                                                      |                                                                        |
| 16-10-2002                                                             | Dublino                                                                | Irlanda                                                                | 1 – 2                                                                  | Svizzera                                                               | Qual. Euro 2004                                                        | -                                                                      |                                                                        |
| 29-3-2003                                                              | Tbilisi                                                                | Georgia                                                                | 1 – 2                                                                  | Irlanda                                                                | Qual. Euro 2004                                                        | 1                                                                      |                                                                        |
| 2-4-2003                                                               | Tirana                                                                 | Albania                                                                | 0 – 0                                                                  | Irlanda                                                                | Qual. Euro 2004                                                        | -                                                                      |                                                                        |
| 30-4-2003                                                              | Dublino                                                                | Irlanda                                                                | 1 – 0                                                                  | Norvegia                                                               | Amichevole                                                             | 1                                                                      |                                                                        |
| 7-6-2003                                                               | Dublino                                                                | Irlanda                                                                | 2 – 1                                                                  | Albania                                                                | Qual. Euro 2004                                                        | -                                                                      |                                                                        |
| 19-8-2003                                                              | Dublino                                                                | Irlanda                                                                | 2 – 1                                                                  | Australia                                                              | Amichevole                                                             | -                                                                      |                                                                        |
| 6-9-2003                                                               | Dublino                                                                | Irlanda                                                                | 1 – 1                                                                  | Russia                                                                 | Qual. Euro 2004                                                        | 1                                                                      |                                                                        |
| 9-9-2003                                                               | Dublino                                                                | Irlanda                                                                | 2 – 2                                                                  | Turchia                                                                | Amichevole                                                             | -                                                                      |                                                                        |
| 11-10-2003                                                             | Basilea                                                                | Svizzera                                                               | 2 – 0                                                                  | Irlanda                                                                | Qual. Euro 2004                                                        | -                                                                      |                                                                        |
| 18-11-2003                                                             | Dublino                                                                | Irlanda                                                                | 3 – 0                                                                  | Canada                                                                 | Amichevole                                                             | 1                                                                      |                                                                        |
| 31-3-2004                                                              | Dublino                                                                | Irlanda                                                                | 2 – 1                                                                  | Rep. Ceca                                                              | Amichevole                                                             | -                                                                      |                                                                        |
| 18-8-2004                                                              | Dublino                                                                | Irlanda                                                                | 1 – 1                                                                  | Bulgaria                                                               | Amichevole                                                             | -                                                                      |                                                                        |
| 4-9-2004                                                               | Dublino                                                                | Irlanda                                                                | 3 – 0                                                                  | Cipro                                                                  | Qual. Mondiali 2006                                                    | -                                                                      |                                                                        |
| 8-9-2004                                                               | Losanna                                                                | Svizzera                                                               | 1 – 1                                                                  | Irlanda                                                                | Qual. Mondiali 2006                                                    | -                                                                      |                                                                        |
| 9-10-2004                                                              | Saint-Denis                                                            | Francia                                                                | 0 – 0                                                                  | Irlanda                                                                | Qual. Mondiali 2006                                                    | -                                                                      |                                                                        |
| 13-10-2004                                                             | Dublino                                                                | Irlanda                                                                | 2 – 0                                                                  | Fær Øer                                                                | Qual. Mondiali 2006                                                    | -                                                                      |                                                                        |
| 16-11-2004                                                             | Dublino                                                                | Irlanda                                                                | 1 – 0                                                                  | Croazia                                                                | Amichevole                                                             | -                                                                      |                                                                        |
| 9-2-2005                                                               | Dublino                                                                | Irlanda                                                                | 1 – 0                                                                  | Portogallo                                                             | Amichevole                                                             | -                                                                      |                                                                        |
| 26-3-2005                                                              | Tel Aviv                                                               | Israele                                                                | 1 – 1                                                                  | Irlanda                                                                | Qual. Mondiali 2006                                                    | -                                                                      |                                                                        |
| 29-3-2005                                                              | Dublino                                                                | Irlanda                                                                | 1 – 0                                                                  | Cina                                                                   | Amichevole                                                             | -                                                                      |                                                                        |
| 4-6-2005                                                               | Dublino                                                                | Irlanda                                                                | 2 – 2                                                                  | Israele                                                                | Qual. Mondiali 2006                                                    | -                                                                      |                                                                        |
| 8-6-2005                                                               | Tórshavn                                                               | Fær Øer                                                                | 0 – 2                                                                  | Irlanda                                                                | Qual. Mondiali 2006                                                    | -                                                                      |                                                                        |
| 17-8-2005                                                              | Dublino                                                                | Irlanda                                                                | 1 – 2                                                                  | Italia                                                                 | Amichevole                                                             | -                                                                      |                                                                        |
| 7-9-2005                                                               | Dublino                                                                | Irlanda                                                                | 0 – 1                                                                  | Francia                                                                | Qual. Mondiali 2006                                                    | -                                                                      |                                                                        |
| 8-10-2005                                                              | Nicosia                                                                | Cipro                                                                  | 0 – 1                                                                  | Irlanda                                                                | Qual. Mondiali 2006                                                    | -                                                                      |                                                                        |
| 1-3-2006                                                               | Dublino                                                                | Irlanda                                                                | 3 – 0                                                                  | Svezia                                                                 | Amichevole                                                             | 1                                                                      |                                                                        |
| 24-5-2006                                                              | Dublino                                                                | Irlanda                                                                | 0 – 1                                                                  | Cile                                                                   | Amichevole                                                             | -                                                                      |                                                                        |
| 2-9-2006                                                               | Stoccarda                                                              | Germania                                                               | 1 – 0                                                                  | Irlanda                                                                | Qual. Euro 2008                                                        | -                                                                      |                                                                        |
| 7-10-2006                                                              | Nicosia                                                                | Cipro                                                                  | 5 – 2                                                                  | Irlanda                                                                | Qual. Euro 2008                                                        | -                                                                      |                                                                        |
| 11-10-2006                                                             | Dublino                                                                | Irlanda                                                                | 1 – 1                                                                  | Rep. Ceca                                                              | Qual. Euro 2008                                                        | -                                                                      |                                                                        |
| 15-11-2006                                                             | Dublino                                                                | Irlanda                                                                | 5 – 0                                                                  | San Marino                                                             | Qual. Euro 2008                                                        | -                                                                      |                                                                        |
| 7-2-2007                                                               | Serravalle                                                             | San Marino                                                             | 1 – 2                                                                  | Irlanda                                                                | Qual. Euro 2008                                                        | -                                                                      |                                                                        |
| 24-3-2007                                                              | Dublino                                                                | Irlanda                                                                | 1 – 0                                                                  | Galles                                                                 | Qual. Euro 2008                                                        | -                                                                      |                                                                        |
| 28-3-2007                                                              | Dublino                                                                | Irlanda                                                                | 1 – 0                                                                  | Slovacchia                                                             | Qual. Euro 2008                                                        | -                                                                      |                                                                        |
| 6-2-2008                                                               | Dublino                                                                | Irlanda                                                                | 0 – 1                                                                  | Brasile                                                                | Amichevole                                                             | -                                                                      |                                                                        |
| 24-5-2008                                                              | Dublino                                                                | Irlanda                                                                | 1 – 1                                                                  | Serbia                                                                 | Amichevole                                                             | -                                                                      |                                                                        |
| 20-8-2008                                                              | Oslo                                                                   | Norvegia                                                               | 1 – 1                                                                  | Irlanda                                                                | Amichevole                                                             | -                                                                      |                                                                        |
| 15-10-2008                                                             | Dublino                                                                | Irlanda                                                                | 1 – 0                                                                  | Uruguay                                                                | Amichevole                                                             | -                                                                      |                                                                        |
| 19-11-2008                                                             | Dublino                                                                | Irlanda                                                                | 2 – 3                                                                  | Polonia                                                                | Amichevole                                                             | -                                                                      |                                                                        |
| 11-2-2009                                                              | Dublino                                                                | Irlanda                                                                | 2 – 1                                                                  | Georgia                                                                | Qual. Mondiali 2010                                                    | -                                                                      |                                                                        |
| 29-5-2009                                                              | Londra                                                                 | Nigeria                                                                | 1 – 1                                                                  | Irlanda                                                                | Amichevole                                                             | -                                                                      |                                                                        |
| 6-6-2009                                                               | Sofia                                                                  | Bulgaria                                                               | 1 – 1                                                                  | Irlanda                                                                | Qual. Mondiali 2010                                                    | -                                                                      |                                                                        |
| 12-8-2009                                                              | Melbourne                                                              | Australia                                                              | 3 – 0                                                                  | Irlanda                                                                | Amichevole                                                             | -                                                                      |                                                                        |
| 5-9-2009                                                               | Nicosia                                                                | Cipro                                                                  | 1 – 2                                                                  | Irlanda                                                                | Amichevole                                                             | -                                                                      |                                                                        |
| 8-9-2009                                                               | Limerick                                                               | Irlanda                                                                | 1 – 0                                                                  | Sudafrica                                                              | Amichevole                                                             | -                                                                      |                                                                        |
| 14-10-2009                                                             | Dublino                                                                | Irlanda                                                                | 0 – 0                                                                  | Montenegro                                                             | Qual. Mondiali 2010                                                    | -                                                                      |                                                                        |
| 14-11-2009                                                             | Dublino                                                                | Irlanda                                                                | 0 – 1                                                                  | Francia                                                                | Qual. Mondiali 2010                                                    | -                                                                      |                                                                        |
| 18-11-2009                                                             | Saint-Denis                                                            | Francia                                                                | 1 – 1 dts                                                              | Irlanda                                                                | Qual. Mondiali 2010                                                    | -                                                                      |                                                                        |
| 2-3-2010                                                               | Dublino                                                                | Irlanda                                                                | 0 – 1                                                                  | Brasile                                                                | Amichevole                                                             | -                                                                      |                                                                        |
| 25-5-2010                                                              | Dublino                                                                | Irlanda                                                                | 2 – 1                                                                  | Paraguay                                                               | Amichevole                                                             | -                                                                      |                                                                        |
| 28-5-2010                                                              | Dublino                                                                | Irlanda                                                                | 3 – 0                                                                  | Algeria                                                                | Amichevole                                                             | -                                                                      |                                                                        |
| 11-8-2010                                                              | Dublino                                                                | Irlanda                                                                | 0 – 1                                                                  | Argentina                                                              | Amichevole                                                             | -                                                                      |                                                                        |
| 17-11-2010                                                             | Dublino                                                                | Irlanda                                                                | 1 – 2                                                                  | Norvegia                                                               | Amichevole                                                             | -                                                                      |                                                                        |
| 8-2-2011                                                               | Dublino                                                                | Irlanda                                                                | 3 – 0                                                                  | Lussemburgo                                                            | Amichevole                                                             | 1                                                                      |                                                                        |
| 26-3-2011                                                              | Dublino                                                                | Irlanda                                                                | 2 – 1                                                                  | Macedonia                                                              | Qual. Euro 2012                                                        | -                                                                      |                                                                        |
| 10-8-2011                                                              | Dublino                                                                | Irlanda                                                                | 0 – 0                                                                  | Croazia                                                                | Amichevole                                                             | -                                                                      |                                                                        |
| 2-9-2011                                                               | Dublino                                                                | Irlanda                                                                | 0 – 0                                                                  | Slovacchia                                                             | Qual. Euro 2012                                                        | -                                                                      |                                                                        |
| 6-9-2011                                                               | Dublino                                                                | Irlanda                                                                | 0 – 0                                                                  | Russia                                                                 | Qual. Euro 2012                                                        | -                                                                      |                                                                        |
| 7-10-2011                                                              | Andorra la Vella                                                       | Andorra                                                                | 0 – 2                                                                  | Irlanda                                                                | Qual. Euro 2012                                                        | -                                                                      |                                                                        |
| 11-10-2011                                                             | Dublino                                                                | Irlanda                                                                | 2 – 1                                                                  | Armenia                                                                | Qual. Euro 2012                                                        | -                                                                      |                                                                        |
| 11-11-2011                                                             | Tallinn                                                                | Estonia                                                                | 0 – 4                                                                  | Irlanda                                                                | Qual. Euro 2012                                                        | -                                                                      |                                                                        |
| 15-11-2011                                                             | Dublino                                                                | Irlanda                                                                | 1 – 1                                                                  | Estonia                                                                | Qual. Euro 2012                                                        | -                                                                      |                                                                        |
| 29-2-2012                                                              | Dublino                                                                | Irlanda                                                                | 1 – 1                                                                  | Rep. Ceca                                                              | Amichevole                                                             | -                                                                      |                                                                        |
| 28-3-2012                                                              | Dublino                                                                | Irlanda                                                                | 1 – 1                                                                  | Bosnia ed Erzegovina                                                   | Amichevole                                                             | -                                                                      |                                                                        |
| 4-6-2012                                                               | Budapest                                                               | Ungheria                                                               | 0 – 0                                                                  | Irlanda                                                                | Amichevole                                                             | -                                                                      |                                                                        |
| 10-6-2012                                                              | Poznań                                                                 | Irlanda                                                                | 1 – 3                                                                  | Croazia                                                                | Euro 2012 - 1º turno                                                   | -                                                                      |                                                                        |
| 14-6-2012                                                              | Danzica                                                                | Spagna                                                                 | 4 – 0                                                                  | Irlanda                                                                | Euro 2012 - 1º turno                                                   | -                                                                      |                                                                        |
| 18-6-2012                                                              | Poznań                                                                 | Italia                                                                 | 2 – 0                                                                  | Irlanda                                                                | Euro 2012 - 1º turno                                                   | -                                                                      | cap.                                                                   |
| Totale                                                                 |                                                                        | Presenze (6º posto)                                                    | 100                                                                    |                                                                        | Reti                                                                   | 8                                                                      |                                                                        |

### Statistiche da allenatore

#### Club
Statistiche aggiornate al 30 giugno 2012. In grassetto le competizioni vinte.
| Stagione        | Squadra         | Campionato      | Campionato | Campionato | Campionato | Campionato | Coppe nazionali | Coppe nazionali | Coppe nazionali | Coppe nazionali | Coppe nazionali | Coppe continentali | Coppe continentali | Coppe continentali | Coppe continentali | Coppe continentali | Altre coppe | Altre coppe | Altre coppe | Altre coppe | Altre coppe | Totale | Totale | Totale | Totale | Vittorie % | Piazzamento |
| Stagione        | Squadra         | Comp            | G          | V          | N          | P          | Comp            | G               | V               | N               | P               | Comp               | G                  | V                  | N                  | P                  | Comp        | G           | V           | N           | P           | G      | V      | N      | P      | %          | Piazzamento |
| --------------- | --------------- | --------------- | ---------- | ---------- | ---------- | ---------- | --------------- | --------------- | --------------- | --------------- | --------------- | ------------------ | ------------------ | ------------------ | ------------------ | ------------------ | ----------- | ----------- | ----------- | ----------- | ----------- | ------ | ------ | ------ | ------ | ---------- | ----------- |
| 2022            | Shelbourne      | PD              | 36         | 10         | 11         | 15         | CI              | 5               | 4               | 0               | 1               | -                  | -                  | -                  | -                  | -                  | -           | -           | -           | -           | -           | 41     | 14     | 11     | 16     | 34,15      | 7°          |
| 2023            | Shelbourne      | PD              | 36         | 15         | 15         | 6          | CI+SC           | 1+3             | 0+2             | 0+1             | 1+0             | -                  | -                  | -                  | -                  | -                  | -           | -           | -           | -           | -           | 40     | 17     | 16     | 7      | 42,50      | 4°          |
| 2024            | Shelbourne      | PD              | 19         | 10         | 7          | 2          | CI+SC           | 0+4             | 0+1             | 0+1             | 0+2             | UECL               | -                  | -                  | -                  | -                  | -           | -           | -           | -           | -           | 23     | 11     | 8      | 4      | 47,83      |             |
| Totale carriera | Totale carriera | Totale carriera | 91         | 35         | 33         | 23         |                 | 13              | 7               | 2               | 4               |                    | -                  | -                  | -                  | -                  |             | -           | -           | -           | -           | 104    | 42     | 35     | 27     | 40,38      |             |

## Palmarès

### Giocatore

#### Competizioni nazionali
- Coppa di Lega inglese: 2

Blackburn Rovers: 2001-2002
Chelsea: 2004-2005
- Campionato inglese: 2

Chelsea: 2004-2005, 2005-2006
- Community Shield: 1

Chelsea: 2005

#### Competizioni internazionali
- Coppa Intertoto UEFA: 1

Newcastle United: 2006

#### Individuale
- Inserito nel UEFA Team of the Year: 1

2002
- Giocatore dell'anno della FAI: 1

2002

### Allenatore

#### Competizioni nazionali
- Campionato irlandese: 1

Shelbourne: 2024
- Supercoppa d'Irlanda: 1

Shelbourne: 2025

## Curiosità
- Damien Duff è un tifoso del Celtic.[99]